# Campeonato de Tercera División 1934 (Argentina)
El Campeonato de Tercera División 1934, fue la trigésimo sexta temporada de la Tercera División y la última edición del torneo en el amateurismo del fútbol argentino. Fue disputado desde el 17 de junio hasta el 18 de noviembre, con la fusión de la AAF y la LAF concreta y la AFA conformada.
A diferencia de la anterior edición, el certamen fue disputado exclusivamente por equipos alternativos y juveniles de los clubes de Primera y Segunda División, por lo que no se produciría ningún ascenso ni descenso desde la división superior. Tampoco hubo descendidos desde la Segunda División, ya que los relegados se desafiliaron.
El campeón fue Excursionistas III, al vencer por 3 a 0 a Almagro IV en la final.

## Ascensos y descensos
| Pos.  | Ascendidos de la Tercera División 1933 |
| ----- | -------------------------------------- |
| 1°    | El Progreso                            |
| Prom. | Huracán de San Justo                   |

| Descendidos de Segunda División 1933 |
| ------------------------------------ |
| Porteño de Morón                     |
| Desafiliados                         |
| Huracán de Lanús                     |
| Martínez                             |
| Villa Ballester                      |
| San Telmo                            |

### Incorporados y desafiliados
| Incorporados               |
| -------------------------- |
| Gimnasia y Esgrima (L) III |
| Defensores de Belgrano III |
| San Miguel III             |
| General San Martín IV      |

| Desafiliados de la Tercera División 1933 |
| ---------------------------------------- |
| 25 de Mayo IV                            |
| Acassuso IV                              |
| Barracas III                             |
| Buenos Aires III                         |
| Buenos Aires IV                          |
| El Porvenir IV                           |
| Huracán de Lanús III                     |
| La Paternal III                          |
| Martínez III                             |
| Martínez IV                              |
| Munro                                    |
| Olivos III                               |
| Porteños de Morón III                    |
| Villa Adelina                            |
| Villa Ballester III                      |
| Villa Ballester IV                       |

## Sistema de disputa
Los equipos fueron divididos en 4 secciones, 3 de 6 equipos y 1 de 7, donde se enfrentaron bajo el sistema de todos contra todos a 2 ruedas. El mejor de cada sección accedió a semifinales, donde se enfrentaron a 2 partidos. Los 2 vencedores avanzaron a la final, donde se definió al campeón a único partido.

## Sección A
| Pos. | Equipo                     | Pts. | J  | G | E | P | GF | GC | DG |
| ---- | -------------------------- | ---- | -- | - | - | - | -- | -- | -- |
| 1.°  | Excursionistas III         | 19   | 10 | 9 | 1 | 0 |    |    |    |
| 2.°  | Almagro III                | 14   | 10 | 6 | 2 | 2 | 11 | 6  | 5  |
| 3.°  | 25 de Mayo III             | 7    | 10 | 3 | 1 | 6 | 8  | 5  | 3  |
| 4.°  | Acassuso III               | 7    | 10 | 3 | 1 | 6 | 8  | 6  | 2  |
| 5.°  | Defensores de Belgrano III | 7    | 10 | 3 | 1 | 6 | 3  | 12 | -9 |
| 6.°  | General San Martín III     | 6    | 10 | 3 | 0 | 7 |    |    |    |

## Sección B
| Pos. | Equipo                | Pts. | J | G | E | P | GF | GC | DG |
| ---- | --------------------- | ---- | - | - | - | - | -- | -- | -- |
| 1.°  | Almagro IV            | 11   | 6 | 5 | 1 | 0 | 5  | 3  | 2  |
| 2.°  | Central Argentino III | 7    | 6 | 3 | 1 | 2 | 2  | 2  | 0  |
| 3.°  | Palermo III           | 6    | 6 | 3 | 0 | 3 | 1  | 3  | -2 |
| 4.°  | Bella Vista III       | 0    | 6 | 0 | 0 | 6 | —  | —  | —  |
| —    | San Miguel III        | —    | 2 | 0 | 0 | 2 | —  | —  | —  |
| —    | General San Martín IV | —    | — | — | — | — | —  | —  | —  |

## Sección C
| Pos. | Equipo                  | Pts. | J | G | E | P | GF | GC | DG |
| ---- | ----------------------- | ---- | - | - | - | - | -- | -- | -- |
| 1.°  | All Boys III            | 14   | 8 | 7 | 0 | 1 | 14 | 4  | 10 |
| 2.°  | Estudiantes III         | 14   | 8 | 7 | 0 | 1 | 9  | 3  | 6  |
| 3.°  | Ramsar III              | 7    | 8 | 3 | 1 | 4 |    |    |    |
| 4.°  | Liberal Argentino III   | 5    | 8 | 2 | 1 | 5 |    |    |    |
| 5.°  | Nueva Chicago III       | 0    | 8 | 0 | 0 | 8 |    |    |    |
| —    | Estudiantil Porteño III | —    | 2 | 0 | 0 | 2 | —  | —  | —  |

### Desempate
| All Boys III | 1 - 0 | Estudiantes III |

## Sección D
| Pos. | Equipo                     | Pts. | J  | G | E | P | GF | GC | DG |
| ---- | -------------------------- | ---- | -- | - | - | - | -- | -- | -- |
| 1.°  | Los Andes III              | 18   | 10 | 8 | 2 | 0 | 9  | 1  | 8  |
| 2.°  | Gimnasia y Esgrima (L) III | 14   | 10 | 6 | 2 | 2 |    |    |    |
| 3.°  | El Porvenir III            | 12   | 10 | 5 | 2 | 3 |    |    |    |
| 4.°  | Argentino de Quilmes III   | 8    | 10 | 4 | 0 | 6 |    |    |    |
| 5.°  | Banfield III               | 4    | 10 | 2 | 0 | 8 | 1  | 3  | -2 |
| 6.°  | Alsina III                 | 4    | 10 | 2 | 0 | 8 | 1  | 5  | -4 |
| —    | Barracas Central III       | —    | 4  | 0 | 0 | 4 | —  | —  | —  |

## Fase final
|  | Semifinales | Semifinales        | Semifinales | Semifinales |   |                    | Final              | Final | Final |  |
|  |             |                    |             |             |   |                    |                    |       |       |  |
|  |             |                    |             |             |   |                    |                    |       |       |  |
|  | A           | Excursionistas III | 3           | 2           |   |                    |                    |       |       |  |
|  | A           | Excursionistas III | 3           | 2           |   |                    |                    |       |       |  |
|  | C           | All Boys III       | 3           | 0           |   |                    |                    |       |       |  |
|  | C           | All Boys III       | 3           | 0           |   | Excursionistas III | Excursionistas III | 3     |       |  |
|  |             |                    |             |             |   | Excursionistas III | Excursionistas III | 3     |       |  |
|  |             |                    | Almagro IV  | Almagro IV  | 0 |                    |                    |       |       |  |
|  | D           | Los Andes III      | Almagro IV  | Almagro IV  | 0 | 2                  | 1                  |       |       |  |
|  | D           | Los Andes III      |             |             |   | 2                  | 1                  |       |       |  |
|  | B           | Almagro IV         | 2           | 2           |   |                    |                    |       |       |  |
|  | B           | Almagro IV         | 2           | 2           |   |                    |                    |       |       |  |
|  |             |                    |             |             |   |                    |                    |       |       |  |